# Nationaal park Porongurup
Het nationaal park Porongurup is een nationaal park in de regio Great Southern in West-Australië. Het ligt 360 kilometer ten zuidoosten van Perth en 40 kilometer van Albany.

## Geschiedenis
Het park werd opgericht ter bescherming van het duizend tweehonderd miljoen jaar oude Porongurup-gebergte, een gebergte gevormd in het Precambrium.
De Nyungah Aborigines zijn de oorspronkelijke bewoners van de streek. De naam Porongurup is afgeleid van het aborigineswoord "Borong-gurup" maar het is onduidelijk wat de betekenis ervan is. De Nyungah geloven dat er geesten in de bergen aanwezig zijn. Verhalen over het ontstaan van het gebergte en over mythologische wezens worden nog steeds van generatie op generatie doorgegeven.
Het gebergte ving de aandacht van de eerste Europese kolonisten die zich aan de King George Sound hadden gevestigd omdat het groene gebladerte van de Karribomen afstak tegen de omgeving. De eerste pastorale lease in de streek werd in 1859 opgenomen door John McKail en het gebergte maakte er deel van uit. In het begin van de 20e eeuw begon men de karri- en jarrahbomen te oogsten en waren er enkele houtzagerijen in de streek actief. De Bolganup en Karribank hofsteden werden in de jaren 1920 geopend als gastenverblijven. Het nationaal park Porogurup werd in 1925 gesticht. Tijdens de jaren 1920/30 verkochten de inwoners uit de streek aardappelen, de bloesems van de Boronia (een geslacht uit de wijnruitfamilie) en koeskoezenpelzen. Tegen de jaren 1930 was het park een populaire vakantiebestemming maar de eerste parkwachter werd pas in 1976 aangesteld.
De 'Old Farm', 'Waddy’s Hut' en de ruïnes van de oude Mira Flores-hofstede zijn drie historische plaatsen in het park.

## Geografie
Het gebergte is twaalf kilometer lang en ligt vijfenveertig kilometer van Albany via de Chester Pass Road. Het hoogste punt heet 'Devils Slide' en is zeshonderdzeventig meter hoog. Het park is 2.621 hectare groot.

## Geologie
De karakteristieke granieten bergtoppen zijn de overblijfselen van het oude Porogurup pluton, een enorme bubbel gesmolten gesteente die vanuit de kern van de aarde in het basisgesteente van de continentale plaat werd geduwd. Miljoenen jaren erosie ontblootte de granieten massa. Temperatuurverschillen en het ongelijke gewicht van het bovenliggende gesteente deed de granieten massa barsten. Het gebarsten graniet werden door weer en wind afgerond.

## Fauna en flora

### Flora
Onderzoek heeft uitgewezen dat er zevenhonderd plantensoorten voorkomen in het park waarvan er een tiental endemisch zijn. Het park wordt gedomineerd door karribossen en marri- en jarrahwoodlands.
Op de armere gronden op de lagere hellingen groeien marri- (Corymbia calophylla), jarrah- (Eucalyptus marginata) en yatebomen (Eucalyptus cornuta). Hogerop groeien karribomen (Eucalyptus diversicolor) in de rijkere bodems. De karribomen hebben ongeveer 750 mm neerslag per jaar nodig. De gemiddelde neerslag per jaar in het park bedraagt slechts 700 mm maar regen stroomt van het niet-poreuze gesteente waardoor de karriboom er kan overleven. De karribomen in het park werden ongeveer vijfduizend jaar geleden van de rest van de karribossen in West-Australië afgescheiden en hebben zich ondertussen genetische licht onderscheiden.
Wortelrot en dan met name Phytophthora cinnamomi (in Australië 'dieback' genoemd) is aanwezig in het park. De hoger gelegen karribossen zijn niet aangetast maar de marri- en jarahwoodlands op de lager gelegen hellingen wel.
De Villarsia calthifolia uit de watergentiaanfamilie en de Apium prostratum phillipii uit het geslacht moerasscherm zijn respectievelijk bedreigd en kwetsbaar.

### Fauna
Sinds het ontstaan van het park werden er reeds tachtig vogelsoorten geïdentificeerd in het park. De rosse kruiper, de scharlaken vliegenvanger, de groenstuitvliegenvanger, de dunsnavelraafkaketoe, de langsnavelraafkaketoe, de roodstaartraafkaketoe en de slechtvalk zijn of waren bedreigd.
Ook de Pseudocheirus occidentalis en de ruitpython zijn bedreigd of hebben extra bescherming nodig.
Hoewel er nog weinig of geen onderzoek naar de ongewervelden in het nationaal park is gedaan, werden er een aantal specimen waargenomen die nog van Gondwana afkomstig zijn.

## Toerisme
De Granite Skywalk is een hangend wandelpad met twee uitkijkpunten rond de enorme granieten rots die Castle Rock heet.
Er zijn een zestal wandelingen in het park uitgestippeld : 
- Bolganup Trail  (een lus van 600 m)
- Walitj Meil Walk Trail (3,4 km heen en terug)
- Devils Slide Trail (4,5 km heen en terug)
- Hayward Peak and Nancy Peak Walk (een lus van 5,5 km)
- Wansbrough Walk (4,4 km enkel)
- Granite Skywalk (4 km heen en terug)

In het park geldt het Leave no Trace-principe.

## Klimaat
Het nationaal park Porongurup kent een mediterraan klimaat met warme droge zomers en koele tot milde vochtige winters. De gemiddelde jaarlijkse neerslag bedraagt 700 mm. Het park wordt periodiek door tropische cyclonen geteisterd die ofwel voor hitte en hard winden ofwel voor stortregens en overstromingen zorgen.
Alexander Morrison · 
Avon Valley · 
Badgingarra · 
Bandiln͟gan (Windjana Gorge) · 
Beelu · 
Boorabbin · 
Brockman · 
Cape Arid · 
Cape Le Grand · 
Cape Range · 
Cliff Spackman · 
Collier Range · 
Dan͟ggu · 
D'Entrecasteaux · 
Dimalurru (Tunnel Creek) · 
Drovers Cave · 
Drysdale River · 
Eucla · 
Fitzgerald River · 
Francois Peron · 
Frank Hann · 
Gloucester · 
Goldfields Woodlands · 
Goongarrie · 
Gooseberry Hill · 
Greater Beedelup · 
Greenmount · 
Hassell · 
Hidden Valley · 
John Forrest · 
Kalamunda · 
Kalbarri · 
Karijini · 
Karlamilyi · 
Kennedy Range · 
Lawley River · 
Leeuwin-Naturaliste · 
Lesmurdie Falls · 
Lesueur · 
Millstream-Chichester · 
Mitchell River · 
Moore River · 
Mount Augustus · 
Mount Frankland · 
Mount Roe-Mount Lindesay · 
Nambung · 
Neerabup · 
Peak Charles · 
Porongurup · 
Purnululu · 
Scott · 
Serpentine · 
Shannon · 
Sir James Mitchell · 
Stirling Range · 
Stokes · 
Tathra · 
Torndirrup · 
Tuart Forest · 
Unnamed (Nr. 17519) · 
Unnamed (Nr. 46400) · 
Walpole-Nornalup · 
Walyunga · 
Warren · 
Watheroo · 
Waychinicup · 
Wellington · 
West Cape Howe · 
William Bay · 
Wolfe Creek Meteorite Crater · 
Yalgorup · 
Yanchep
Overzicht Nationale parken in:
 Australië · New South Wales · Noordelijk Territorium · Queensland · Zuid-Australië · Tasmanië · Victoria · West-Australië